# Ive Switch
Ive Switch es el segundo EP en coreano y el tercero en general del grupo femenino surcoreano Ive. Fue publicado por Starship Entertainment el 29 de abril de 2024, y contiene seis canciones, incluyendo dos sencillos principales, «Heya» y «Accendio».

## Antecedentes y lanzamiento
El 3 de abril de 2024, Starship Entertainment anunció que el 29 de abril, Ive estará lanzando su segundo extended play titulado Ive Switch. El 10 de abril se publicó el calendario promocional. El 20 de abril se publicó la lista de canciones, con «Heya» y «Accendio» como sencillos principales. Un día después, se publicó un teaser animado para «Heya», y el 24 de abril se publicó el teaser del video musical. El 28 de abril, se publicó el vídeo del medley destacado. El extended play fue publicado junto con el video musical de «Heya» el 29 de abril.

## Promoción
Junto con el lanzamiento de Ive Switch, el 29 de abril de 2024, Ive organizó un evento en vivo en YouTube con el objetivo de presentar el EP y sus canciones, y conectarse con su base de fans.

## Lista de canciones
| Lista de canciones de Ive Switch |               |                                  | |                                                  |          |  |
| N.º                              | Título        | Letras                           | Música | Arreglos                                         | Duración |  |
| 1.                               | «Heya» (해야) | Lee Seu-ran, Exy y Sohlhee       | Ryan S. Jhun, Dwayne Abernathy Jr., Ido Nadjar, Kloe Latimer, Jack Brady y Jordan Roman                           | Ryan S. Jhun, Dem Jointz, Ido Nadjar y The Wavys | 3:10     |  |
| 2.                               | «Accendio»    | Gaeko, Seo Jeong-ah y Seo Ji-eum | Ryan S. Jhun, Christopher Smith, Alexis Andrea Boyd, Lise Sofie Reppe, Benjamin Samama, Jack Brady y Jordan Roman | Ryan S. Jhun, Risc y The Wavys                   | 3:12     |  |
| 3.                               | «Blue Heart»  | Jang Won-young                   | Ryan S. Jhun, Max Thulin, Louise Udin y Mathilde Clara Nyegaard                                                   | Ryan S. Jhun y Max Thulin                        | 3:08     |  |
| 4.                               | «Ice Queen»   | Seo Ji-eum                       | Ryan S. Jhun, Jack Brady, Jordan Roman, Lauren Aquilina y Roland Spreckley                                        | Ryan S. Jhun y The Wavys                         | 3:03     |  |
| 5.                               | «Wow»         | Lee Seu-ran                      | Ryan S. Jhun, Charlie McClean, Kristine Marie Skolem y Roland Spreckley                                           | Ryan S. Jhun y Charlie McClean                   | 2:59     |  |
| 6.                               | «Reset»       | Seo Jeong-ah                     | Ryan S. Jhun, Tre Jean-Marie, Fanny Hultman y Kloe Latimer                                                        | Ryan S. Jhun y Tre Jean-Marie                    | 2:41     |  |
| 18:13                            |               |                                  | |                                                  |          |  |

## Reconocimientos

### Listículos
| Publicación | Año  | Lista                                   | Posición | Ref.  |
| ----------- | ---- | --------------------------------------- | -------- | ----- |
| Billboard   | 2024 | Los 25 mejores álbumes de k-pop de 2024 | 20.º     | [ 9 ] |

## Posicionamiento en listas

### Listas semanales
| Listas (2024)                        | Mejor posición |
| ------------------------------------ | -------------- |
| Japón (Oricon)                       | 3              |
| Japón - Combined Albums (Oricon)     | 3              |
| Japón - Hot Albums (Billboard Japan) | 12             |
| Corea del Sur (Circle)               | 2              |

### Listas mensuales
| Listas (2024)          | Posición |
| ---------------------- | -------- |
| Japón (Oricon)         | 12       |
| Corea del Sur (Circle) | 3        |

## Historial de lanzamientos
| País          | Fecha               | Formato                         | Discográfica                                                  |
| ------------- | ------------------- | ------------------------------- | ------------------------------------------------------------- |
| Corea del Sur | 29 de abril de 2024 | CD, descarga digital, streaming | Starship Entertainment, Kakao Entertainment, Columbia Records |